# Alsácia-Mosela
O território actualmente chamado Alsácia-Mosela', na França, compreende os departamentos do Alto e do Baixo Reno (formando a Alsácia) e o departamento do Mosela (que forma a parte oriental da Lorena).